# Runaway
„Runaway“ е песен на американската рок група Bon Jovi.
Песента е написана през 1982 година от основателят на групата Джон Бон Джоуви, в едно задръстване, а е публикувана през февруари 1983 г. Тя е хит през лятото на 1983 г. Песента е записана със студийни музиканти. „Runaway“ е много популярна песен. Продължителността ѝ е 3 минути и 50 секунди.
Темата е за момиче, което бяга от дома си, след като родителите им са принудени да извършват незаконни действия за един живот, като по този начин осъждайки тежкото положение, в което много млади хора са живели по това време.
Рапърът (на английски: Tru-NC) пусна обновена хип-хоп версия на песента през 2011 година със същото заглавие. В кавъра е въплътена една драстична история за двама млади с имена Томи и Джина.
Сингъла (на английски: Runaway) е съвършена сплав от хардрок и поп мелодия която е подчертана от силното вокално изпълнение на Джон Бон Джоуви (на английски: Jon Bon Jovi), съдържащо емблематична фалцетна част в края на песента. Парчето всъщност е родено от поредица от демонстрации в които се отличават най-вече Рик Спрингфийлд и китаристът Тим Пиърс, чийто неподражаем стил е безспорен. Песента заема трето място в класацията топ 10 на групата Бон Джоуви. 